# Across the Universe
«Across the Universe» (с англ. — «Через Вселенную») — песня группы The Beatles из альбома Let It Be, выпущенного 8 мая 1970. Песня была написана Джоном Ленноном. В 1970 году в своём интервью журналу Rolling Stone Леннон сказал, что это, вероятно, лучшая его песня в плане поэзии.

## История
Фраза «Words are flowing out like endless rain into a paper cup» («Слова текут, как бесконечный дождь в бумажный стакан») пришли Леннону на ум однажды ночью в 1967 году, после того, как его жена Синтия «долго говорила о чём-то», когда они лежали в постели. Их брак тогда переживал самые тяжёлые времена. Леннон вспоминает, что после того, как Синтия уснула, «я продолжал лежать на кровати рядом с ней и слышать её слова у себя в голове — они текли бесконечным ручьём». Тогда Леннон встал, уединился в другой комнате и написал, как он выразился, эту «космическую песню».
Песня была написана под сильным влиянием трансцендентальной медитации, которой Махариши Махеш Йоги обучал музыкантов The Beatles. По этой причине Леннон добавил в песню санскритскую мантру «Джай гурудэва ом». «Гурудэва» — это почтительное обращение к учителю, которое можно перевести как «просветлённый учитель». Восклицание «джай» в начале предложения можно перевести как «да славится», «да превозносится». Вместе эти слова образуют фразу «Да славится просветлённый учитель». Слово ом не имеет конкретного перевода и обозначает «звук вселенского творения». Также слово «гурудэва» созвучно имени учителя Махариши, основателя трансцендентальной медитации, которого звали Гуру Дев, этой мантрой Махариши мог также прославлять своего учителя.
Примерно в то же самое время Пол записал композицию «Lady Madonna» (3 февраля), а Джордж — «The Inner Light» (6 февраля), которые были выбраны для выхода сингла, и Джон решил не публиковать песню, потому что не был удовлетворён ею:
The Beatles плохо записали её. Я думал, что Пол подсознательно старался разрушить все мои великие работы.

## Выпуск
Песня была впервые записана в феврале 1968 года, но оставалась неизданной до декабря 1969 года, когда «Across the Universe» вышла на благотворительном диске No One’s Gonna Change Our World («Никто не изменит наш мир»), созданном «Битлз» для Всемирного фонда дикой природы. В 1970 году в альбоме Let It Be вышла другая запись песни — с оркестром, в аранжировке продюсера Фила Спектора. Песня позднее также издавалась в сборниках Past Masters и Anthology 2.
Оригинальная версия песни 1968 года, помимо звуковых эффектов, примечательна тем, что к её созданию были привлечены поклонницы The Beatles. Неудовлетворенные звучанием, музыканты тогда пригласили в студию девушек, ожидавших их на улице, устроили импровизированное прослушивание и включили понравившиеся голоса в песню в качестве бэк-вокала.

## Факты
- В 1975 году в Нью-Йорке на студии Electric Lady Land Леннон записал кавер-версию этой композиции вместе с Дэвидом Боуи, песня появилась в альбоме последнего — Young Americans.
- В 2007 году вышел на экраны фильм-мюзикл «Через Вселенную», основанный на 34 композициях The Beatles (режиссёр Джули Теймор).
- В феврале 2008 года НАСА объявило о передаче «Across the Universe» в открытый космос. Трансляция песни по сети «Глубокий космос» состоялась в честь 40-й годовщины записи песни и 50-й годовщины основания НАСА[6][7].

## Альбомы, в которые вошла песня
- Let It Be;
- The Beatles 1967—1970;
- The Beatles Collection (бокс-сет, альбомы Let It Be, Rarities);
- Rarities (Великобритания и США);
- The Beatles' Ballads;
- The Beatles Box (бокс-сет);
- The Beatles: The Collection (бокс-сет, альбом Let It Be);
- Past Masters, Volume Two;
- Past Masters, Volumes One & Two;
- Mono Masters
- The Beatles Box Set (бокс-сет, альбомы Let It Be, Past Masters Volume Two);
- Anthology 2;
- Let It Be… Naked;
- Love (звуки птиц в Because);
- The Beatles Stereo Box Set (бокс-сет, альбомы Let It Be, Past Masters);
- The Beatles in Mono (бокс-сет, альбом Mono Masters)